# John Thompson MacCurdy
John Thompson MacCurdy, auch John Thomson MacCurdy (* 1886; † 1. Juli 1947) war ein kanadisch-amerikanischer Psychiater, Neuropathologe und Psychoanalytiker. Er war Mitbegründer der American Psychoanalytic Association (APsaA).

## Leben und Wirken
MacCurdy war der Sohn des Altorientalisten James Frederic McCurdy (1847–1935) aus Toronto, seine Mutter war Isabel MacCurdy, geborene Russell (1852–1932). Zunächst studierte er Biologie an der University of Toronto und schloss das Studium 1906 mit einem Bachelor of Arts ab. Anschließend setzte er sein Studium der Medizin an der Johns Hopkins University fort und erhielt seinen Medical Doctor (MD) 1911 verliehen. Seine erste Veröffentlichung, die bereits 1909 erschien, war eine Abhandlung „On the Influence of Thyroidectomy on Alimentary Glycosuria“ im Journal of Experimental Medicine.
Nach seiner Promotion arbeitete MacCurdy im Bereich der Pathologie an der Johns Hopkins University, bis er Amerika verließ und nach Deutschland ging, um seine Studien in der Neuropathologie fortzuführen. Hier arbeitete er zeitweise im neuropathologischen Laboratorium („Zentrum der Neuropathologie“) von Alois Alzheimer in München. Die Zeit in Deutschland weckte sein Interesse am Fachgebiet der Psychiatrie. In dieser Zeit lernte er auch C. G. Jung persönlich kennen. Darüber hinaus war er ein guter Kenner der deutschen sozialen und politischen Lage.
Nach seiner Rückkehr nach Nordamerika lehrte MacCurdy von 1913 bis 1922 an der Cornell University in Ithaca, New York. Er war zeitweise Assistant von August Hoch am „Psychiatric Institute of New York“. Im Jahre 1923 wurde er Dozent für Psychopathologie an der Cambridge University in England.

## Schriften (Auswahl)
- The psychology of war. (1917) mit einem Vorwort von W. H. R. Rivers
- War neuroses. (1918)
- Problems in dynamic psychology: a critique of psychoanalysis and suggested formulations. (1922)
- The structure of emotion, mobid and normal. (1925)
- Common principles in psychology and physiology. (1928)
- Mind and money: a psychologist looks at the crisis. (1932)
- The structure of morale. (1943)
- Germany, Russia and the future. (1944)